# Lutjanus mahogoni
Lutjanus mahogoni là một loài cá biển thuộc chi Lutjanus trong họ Cá hồng. Loài này được mô tả lần đầu tiên vào năm 1828.

## Từ nguyên
Từ định danh mahogoni có nghĩa là “gỗ dái ngựa” (Swietenia), bắt nguồn từ sarde acajou (gỗ gụ Sardinia), tên thường gọi trong tiếng Pháp của loài cá này tại đảo Martinique, nơi mà mẫu định danh được thu thập.

## Phân bố và môi trường sống
L. mahogoni có phân bố tương đối giới hạn trong vùng Tây Trung Đại Tây Dương, từ bang North Carolina (Hoa Kỳ) băng qua vịnh México (bang Veracruz, México dọc theo bán đảo Yucatán) đến khắp biển Caribe. Nhiều cá thể lang thang đã được ghi nhận ở bờ đông bắc Brasil.
L. mahogoni sống trên nền đáy cứng gần rạn san hô, ít gặp hơn ở vùng nền cát hoặc thảm cỏ biển, được tìm thấy ở độ sâu độ sâu ít nhất là 100 m. Cá con của L. mahogoni không hoàn toàn phục thuộc vào "trại ươm" đầm lầy ngập mặn hoặc thảm cỏ biển để sinh sống như những loài Lutjanus Đại Tây Dương khác, mà có thể chọn các rạn san hô nước nơng (khoảng 3 m trở vào bờ) là nơi trú ẩn.

## Mô tả
Chiều dài cơ thể lớn nhất được ghi nhận ở L. mahogoni là 48 cm, thường bắt gặp với chiều dài trung bình khoảng 38 cm. Lưng và thân trên có màu ô liu hoặc xám nhạt, thân dưới và bụng xám bạc. Có đốm đen xuất hiện bên dưới phần trước của vây lưng mềm, khoảng 1/4 đến 1/2 đốm này kéo dài xuống dưới đường bên. Các vây thường có màu đỏ đến vàng, vây đuôi có viền đen ngay sát rìa sau. Vây đuôi lõm.
Số gai ở vây lưng: 10; Số tia vây ở vây lưng: 11–12; Số gai ở vây hậu môn: 3; Số tia vây ở vây hậu môn: 8; Số tia vây ở vây ngực: 14–15; Số vảy đường bên: 47–49.

## Sinh thái
Thức ăn của L. mahogoni bao gồm cá nhỏ và nhiều loài thủy sinh không xương sống khác như giáp xác và chân đầu.
Độ tuổi lớn nhất mà L. mahogoni đạt được là 18 năm. Mùa sinh sản đạt đỉnh điểm vào tháng 8 ở vùng đông bắc Caribe.

## Giá trị
L. mahogoni ít được khai thác hơn những loài cá hồng khác, chủ yếu là trong đánh bắt thủ công và câu cá giải trí. Tuy nhiên, có báo cáo ghi nhận loài này gây ngộ độc ciguatera ở Đông Caribe.